# 새틴

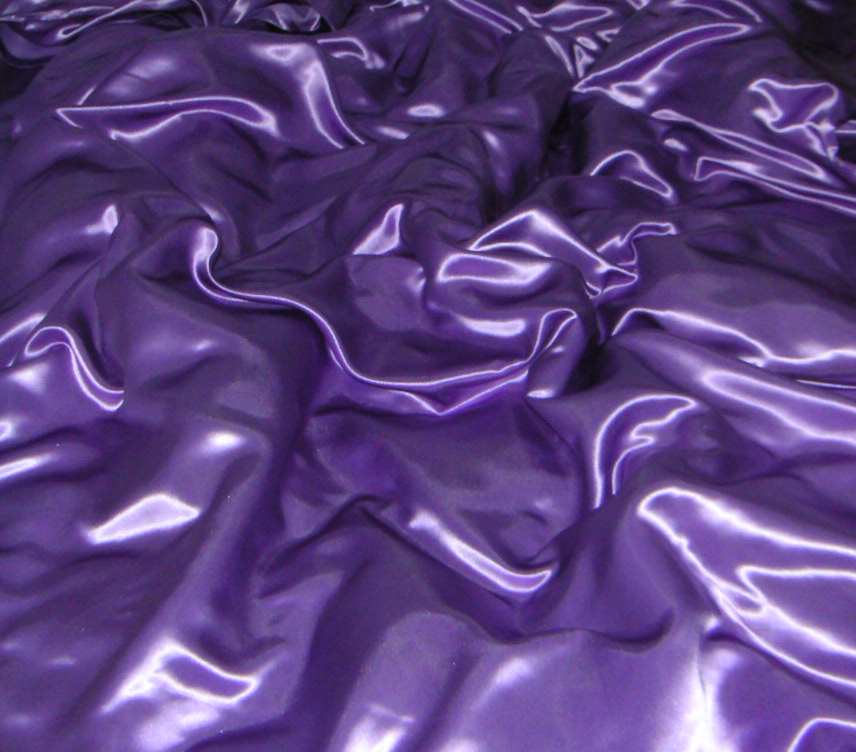
침구에 사용된 새틴

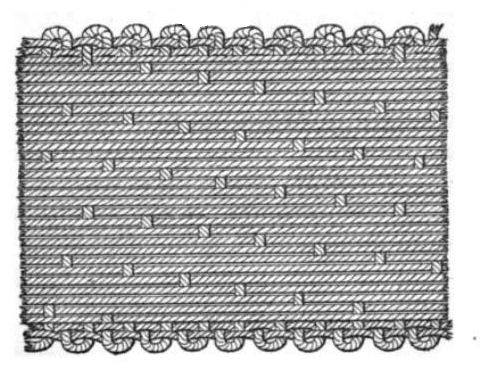
새틴의 구조

새틴(satin) 혹은 공단(貢緞)은 표면이 윤이 나고 뒷면은 그렇지 않은 직물이다. 세틴은 날실이 우세한 직조 방식으로, 직물의 씨줄을 최소로 하여 만든다. 새틴은 비단, 나일론 또는 폴리에스테르와 같은 가는 실을 사용하는 새틴직으로 짜며, 정의하기에 따라서 직물은 비단으로 짜야 한다고 주장되기도 한다. 사용된 실이 목화와 같은 단섬유이면 직물은 모수자(또는 면수자)라 한다.